# Claus Sieghörtner
Claus Sieghörtner (* 22. Juni 1967 in Nürnberg) ist ein deutscher Basketballtrainer, -funktionär und ehemaliger -spieler. Als Spieler war Sieghörtner unter anderem für die drei württembergischen Erstligisten aus Ulm, Ludwigsburg und Tübingen aktiv. Anschließend wurde der ausgebildete Lehrer als Sportdirektor und später Sportkoordinator beim Bundesligisten Tigers Tübingen aktiv und leitete neben der Nachwuchsabteilung des SV 03 Tübingen als Trainer auch die Regionalliga-Abteilung des SV 03 Tübingen.

## Karriere
Sieghörtner kam vom Zweitligisten aus Ansbach 1988 zum SSV Ulm 1846, die in der 2. Basketball-Bundesliga 1987/88 den Hauptrundenersten Ansbach in der Aufstiegsrunde noch überflügelt und den Durchmarsch in die erste Basketball-Bundesliga geschafft hatten. Mit den Ulmern schaffte er in den folgenden drei Spielzeiten jeweils den Klassenerhalt, bevor er zur Basketball-Bundesliga 1991/92 zum Ligakonkurrenten nach Ludwigsburg wechselte. Mit dieser Mannschaft erreichte er den ersten Platz der Süd-Hauptrundengruppe jener Saison. Anschließend schied die Mannschaft in der Play-off-Halbfinalserie gegen den späteren Vizemeister Alba Berlin aus. Ein Jahr später bezwang man die Berliner in der ersten Play-off-Runde der Basketball-Bundesliga 1992/93, verlor aber erneut die Halbfinalserie knapp in fünf Spielen gegen den Süd-Ersten und späteren Vizemeister TTL Bamberg. Im internationalen Vereinswettbewerb Korać-Cup schieden die Ludwigsburger dreimal hintereinander immer eine Runde vor Erreichen der Gruppenphase aus. Nachdem die Ludwigsburger in den folgenden Spielzeiten nach 1993 jeweils die Play-off-Finalrunde um die deutsche Meisterschaft verpasst hatte, wechselte Sieghörtner schließlich zur 2. Basketball-Bundesliga 1996/97 zum langjährigen Zweitligisten SV 03 nach Tübingen. Hier unternahm man zunächst vier Jahre lang vergebliche Anläufe zum Aufstieg in die höchste deutsche Spielklasse, bevor dieser unter der Firmierung WiredMinds Tübingen in der 2. Basketball-Bundesliga 2000/01 gelang. Sieghörtner war der Kapitän der Aufstiegsmannschaft. Bei seiner Rückkehr in die höchste Spielklasse hatte er jedoch mit Achillessehnenproblemen zu kämpfen, so dass er im Dezember 2001 seine Karriere zunächst beendete, um sich auf seinen Lehrerberuf zu konzentrieren. Nach dem sofortigen Abstieg der Tübinger kam Sieghörtner in der 2. Basketball-Bundesliga 2002/03 erneut als „Stand-by“-Spieler zum Einsatz, wobei seine Einsätze durch seine eigenen Verletzungsprobleme limitiert blieben.
Nach dem Karriereende als Spieler wurde Sieghörtner zunächst Nachwuchstrainer und -koordinater seines letzten Vereins SV 03 Tübingen. Die professionelle Herrenmannschaft schaffte mit dem neuen Namenssponsor Walter AG als Walter Tigers Tübingen 2004 die Rückkehr in die höchste Spielklasse. Nachdem sein ehemaliger Tübinger Mannschaftskamerad Robert Wintermantel 2008 zum Geschäftsführer der professionellen Spielbetriebsgesellschaft bestellt worden war, übernahm Sieghörtner zunächst auch die Aufgaben des sportlichen Leiters. In der Folge trat jedoch beispielsweise bei Spielerverpflichtungen in der Öffentlichkeit hauptsächlich Wintermantel in Erscheinung, während Sieghörtner sich offenbar auf seine Tätigkeit als Trainer der Reservemannschaft in der Regionalliga sowie als Leiter des Nachwuchsbereichs im nicht-professionellen Bereich des SV 03 konzentrierte und auch bei den Walter Tigers nach außen hin nicht mehr als Leiter, sondern als Koordinator bezeichnet wurde. Von 2008 bis 2018 war Sieghörtner Trainer der Regionalliga-Mannschaft des SV 03 Tübingen.
Seit 2018 ist Sieghörtner Rektor der „Grundschule im Aischbach“ in Tübingen.